# Lou Castel
Pour les articles homonymes, voir Castel.
Lou Castel, de son vrai nom Ulv Quarzell, est un acteur suédois, né le 28 mai 1943 à Bogota (Colombie). Il débute dans le cinéma italien, puis joue dans des films de nationalités très variées, notamment en Allemagne et en France.

## Biographie
Lou Castel naît à Bogota, d'un père suédois diplomate alors en poste en Colombie, et d'une mère irlandaise. Il grandit avec son frère jumeau à Carthagène des Indes. Il connaît une éducation cosmopolite et dira plus tard n'avoir « pas de langue propre » et s'exprimer dans toutes les langues avec un accent, sauf en suédois qu'il n'a plus l'occasion de parler. Alors qu'il est âgé de six ans, ses parents se séparent. Il suit alors sa mère en Europe, et vit successivement à Londres, puis à Stockholm où il poursuit sa scolarité. Il s'installe ensuite à Rome, où il rejoint sa mère qui travaille à l'époque dans l'industrie du cinéma italien. Militante communiste, sa mère l'amène à fréquenter non seulement les professionnels du cinéma mais également des milieux politisés.
C'est Luchino Visconti qui le fait débuter dans l'Italie des années 1960 mais c'est Marco Bellocchio qui en fait une vedette, aussitôt après, avec Les Poings dans les poches ; son rôle de bourgeois névrosé qui massacre sa famille marque durablement ses rôles au cinéma, puisqu'on en trouve des traces jusque dans ses interprétations des années 1990, dans La Naissance de l'amour de Philippe Garrel et Irma Vep d'Olivier Assayas notamment. Par la suite, il choisit souvent des rôles sombres et torturés, parfois très négatifs. S'il incarne François d'Assise de Liliana Cavani, dès son deuxième grand rôle, dans les années 1970, on le voit interpréter d'inquiétants terroristes d'extrême gauche, dans plusieurs films tels que Nada ou Le Pont de Cassandra. Il retrouve d'ailleurs cet emploi, en 1991, dans Year of the Gun.
Dans les années 1960, Lou Castel, employé de manière éclectique, alterne dans le cinéma italien films d'art et d'essai et films populaires. On le voit ainsi dans plusieurs westerns spaghettis : El Chuncho de Damiano Damiani et Tue et fais ta prière de Carlo Lizzani, sur lesquels il croise Klaus Kinski et Pier Paolo Pasolini. Il prête ensuite son physique au terrible César Borgia, a pour partenaires féminines Sylva Koscina et Carroll Baker, pour rivaux à l'écran Jean Sorel et Claude Rich, alors jeunes premiers. Il accepte tous les rôles pour reverser la plus grande part de ses cachets à une organisation maoïste dont il fait alors partie , l'Union des communistes italiens (marxistes-léninistes).
Ses activités de militant d'extrême-gauche le font expulser d'Italie, en 1972 : il est alors renvoyé à Stockholm, où il ne connaît plus personne. Wim Wenders lui permet de se relancer en lui confiant le rôle du pasteur protestant coupable d’adultère, pour La Lettre écarlate. Il revient clandestinement en Italie plusieurs fois. Il se lie à l'actrice Marcella Michelangeli dont il a un fils, Rocco.
Au cours des années 1970 et 1980, il collabore à des films réalisés par des cinéastes de renom, comme Pasquale Festa Campanile et Mario Monicelli, Rainer Werner Fassbinder (Prenez garde à la sainte putain), Claude Chabrol (Nada), Benoît Jacquot (Les Enfants du placard) et Jean-Charles Tacchella, Wim Wenders (L'Ami américain, ), Raoul Ruiz (L'Île au trésor), Michael Haneke, Daniel Schmid (Violanta), Mario Monicelli (Caro Michele).
Il retrouve Marco Bellocchio en 1982, pour Les Yeux, la bouche (Gli occhi, la bocca), avant d'entamer sa collaboration avec Philippe Garrel dans Elle a passé tant d'heures sous les sunlights.
En 1984, Fabienne Pascaud dans un entretien avec Castel pour Télérama commence son article avec cette citation de Les Yeux, la bouche : « Les metteurs en scène ne m'appellent plus parce que je suis devenu trop gros. » La journaliste décrit le « comédien-poète, à la présence animale et mystérieuse » avec sa « mine renfrognée d'adolescent à problème sur laquelle le temps trop vite était passé, en "longue veste blanche (...) couverte de taches, comme exprès » et la longue galerie de personnages tardifs : « l'enfant du placard » de Benoît Jacquot, le « rôdeur bizarre » de l' L'Ami américain, « l'amoureux fou et secret » de Violanta.
Castel confie dans cet article que ses « activités politiques d'extrême gauche ont dérangé sa carrière ». Il s'affirme comme une conscience nécessaire dans ce milieu, entre « illusions perdues » et « violence souterraine ».
Après avoir vécu en Jamaïque et à New York, il s'installe en France dans les années 1990. Il oriente ensuite essentiellement sa carrière vers le cinéma d'auteur français. Il travaille à nouveau avec Philippe Garrel pour le film La Naissance de l'amour, dans lequel il donne la réplique à Jean-Pierre Léaud. Puis on le retrouve chez Olivier Assayas dans Irma Vep, Siegfried dans Louise (take 2), Emmanuelle Bercot dans Clément ou Bertrand Bonello dans Tiresia.
En 2005, Lou Castel interprète Jean-Jacques Rousseau dans Étoile violette. Puis il tourne aux côtés de Luis Rego dans le premier film du cinéaste expérimental Joseph Morder, El cantor.

## Filmographie

### Cinéma
- 1963 : Le Guépard (Il Gattopardo) de Luchino Visconti : un invité à la soirée
- 1965 : Les Poings dans les poches (I pugni in tasca) de Marco Bellocchio : Alessandro
- 1966 : Francesco d'Assisi de Liliana Cavani : Francesco
- 1966 : El Chuncho (El Chuncho, quien sabe?) de Damiano Damiani : Bill 'Niño' Tate
- 1967 : Tue et fais ta prière (Requiescant) de Carlo Lizzani
- 1968 : Bouches cousues (Bocche cucite) de Pino Tosini
- 1968 : Lucrèce, fille des Borgia (Lucrezia Borgia, l'amante del diavolo) de Osvaldo Civirani : Cesare Borgia
- 1968 : Merci ma tante (Grazie, zia) de Salvatore Samperi : Alvise
- 1968 : La prova generale (it) de Romano Scavolini
- 1968 : Les Protagonistes (I protagonisti) de Marcello Fondato : Taddeu
- 1969 : Une folle envie d'aimer (Orgasmo) d'Umberto Lenzi : Peter Donovan
- 1969 : Galileo de Liliana Cavani avec Cyril Cusack : Friar
- 1970 : Tu peux ou tu peux pas ? (Con quale amore, con quanto amore) de Pasquale Festa Campanile : Ernesto
- 1970 : Matalo! de Cesare Canevari : Ray / Todd
- 1971 : Policeman de Sergio Rossi
- 1971 : Stress de Corrado Prisco (it)
- 1971 : Prenez garde à la sainte putain (Warnung vor einer heiligen Nutte), de Rainer Werner Fassbinder : Jeff, le régisseur
- 1972 : I predatori si muovono all'alba de {Filippo Walter Ratti : Ralph Grant
- 1972 : Un cas parfait de stratégie criminelle (Terza ipotesi su un caso di perfetta strategia criminale) de Giuseppe Vari : Carlo
- 1972 : Au nom du père (Nel nome del padre), de Marco Bellocchio : Salvatore
- 1973 : La Lettre écarlate (Der Scharlachrote Buchstabe), de Wim Wenders : le révérend Dimmesdale
- 1974 : Pianeta Venere de Elda Tattoli
- 1974 : Voyage en Grande Tartarie de Jean-Charles Tacchella : Zimmer
- 1974 : Nada, de Claude Chabrol : D'Arey
- 1974 : Gangsterfilmen de Lars G. Thelestam
- 1974 : Output de Michael Fengler : Gorski
- 1975 : Face d'espion CIA (Faccia di spia) de Giuseppe Ferrara : le tortionnaire
- 1976 : Virginité (Come una rosa al naso) de Franco Rossi : Luciano
- 1976 : Caro Michele de Mario Monicelli
- 1976 : Le Pont de Cassandra (The Cassandra Crossing), de George Pan Cosmatos : Swede, le chauffeur
- 1977 : Italia: ultimo atto? de Massimo Pirri : Marco
- 1977 : Violanta de Daniel Schmid : Silver
- 1977 : Je veux être femme (Cambio de sexo) de Vicente Aranda : Durán
- 1977 : L'Ami américain (Der Amerikanische Freund), de Wim Wenders : Rodolphe
- 1977 : Si les porcs avaient des ailes (Porci con le ali) de Paolo Pietrangeli : Marcello
- 1977 : Les Enfants du placard, de Benoît Jacquot : Nicola
- 1977 : Mr. Mean de Fred Williamson : Huberto
- 1978 : La Petite Sœur du diable (Suor Omicidi) de Giulio Berruti : Peter
- 1978 : Couleur Chair de François Weyergans : le psychiatre
- 1978 : L'osceno desiderio de Giulio Petroni : père Clark
- 1980 : Ombre de Giorgio Cavedon : Renato
- 1980 : Parano de Bernard Dubois : Michel
- 1981 : Cinématon no 129 de Gérard Courant : lui-même
- 1982 : Les Yeux, la bouche (Gli Occhi, la bocca) de Marco Bellocchio : Giovanni, Pippo
- 1983 : Trauma de Gabi Kubach : le maître
- 1984 : Campo Europa de Pierre Maillard : Sylvio
- 1984 : Der Beginn aller Schrecken ist Liebe de Helke Sander : Traugott
- 1985 : La Présence réelle
- 1985 : Ressac' (court métrage) de Patrice Rolet
- 1985 : Cinématon no 501 de Gérard Courant : lui-même
- 1985 : L'Île au trésor (Treasure Island) de Raoul Ruiz : le docteur / le père
- 1985 : Elle a passé tant d'heures sous les sunlights de Philippe Garrel : l'ami de Marie
- 1985 : Nuits transparentes (carnets filmés) de Gérard Courant : l'homme de l'impasse
- 1986 : Nanou de Conny Templeman : Terroriste
- 1986 : Couple no 10 de Gérard Courant : lui-même
- 1987 : Hôtel du Paradis de Jana Boková : le vagabond
- 1987 : Nina de Bianca Florelli
- 1987 : Man on Fire, d'Élie Chouraqui : Violente
- 1987 : Les Aventures d'Eddie Turley de Gérard Courant : l'homme perdu
- 1988 : Rorret de Fulvio Wetzl : Joseph Rorret
- 1989 : Quelle heure est-il ? (Che ora è?), d'Ettore Scola : le pêcheur
- 1990 : La Fuite au paradis (Fuga dal paradiso) d'Ettore Pasculli : Oleg
- 1990 : Perduta de Andreas Marfori
- 1990 : La sposa di San Paolo de Gabriella Rosaleva
- 1991 : Fuga da Kayenta
- 1991 : Year of the Gun, l'année de plomb, de John Frankenheimer : un terroriste
- 1992 : Manila paloma blanca de Daniele Segre
- 1992 : Dall'altra parte del mondo de Arnaldo Catinari : l'Allemand
- 1992 : L'Œillet sauvage de Silvano Agosti
- 1992 : Assolto per aver commesso il fatto d'Alberto Sordi : Hartman
- 1992 : Soupe de poissons (Zuppa de pesce) de Fiorella Infascelli : Franco
- 1993 : Carillon : Il viandante, aka 'Carillon'
- 1993 : La Naissance de l'amour, de Philippe Garrel : Paul
- 1993 : Onomatopées, de Boris Lehman
- 1994 : Couleurs d'enfants
- 1996 : Trois vies et une seule mort, de Raoul Ruiz : Bum #1
- 1996 : Irma Vep, d'Olivier Assayas : José Mirano
- 1996 : Encore de Pascal Bonitzer : le Vendeur du métro
- 1997 : Sorrisi asmatici - Fiori del destino de Tonino Bernardi
- 1997 : Sinon, oui, de Claire Simon : Le père
- 1997 : Amours décolorées de Gérard Courant : l'homme des halles
- 1998 : Louise (take 2), de Siegfried : le père de Louise
- 1998 : Il piano dell'uomo di sotto court métrage
- 1999 : Le Domaine
- 1999 : Bruno n'a pas d'agent
- 1999 : Just in Time (court métrage)
- 1999 : La vie ne me fait pas peur de Noémie Lvovsky
- 1999 : Love (court métrage)
- 2001 : Le Temps qu'il fait
- 2001 : Clément d'Emmanuelle Bercot : François
- 2002 : Nude, Descending... : Marcel
- 2002 : Bungalow d'Ulrich Köhler : couple à la gare
- 2002 : Promenaux (court métrage) de Stefano Canapa : l'homme
- 2002 : Assoud le buffle de Joseph Morder
- 2003 : Tous les mêmes (court métrage) : Ivan
- 2003 : Les Rats (court métrage) de Thierry Dejean : l'homme sur le quai
- 2003 : Tiresia, de Bertrand Bonello : Charles
- 2003 : Des voix alentour (court métrage) : Pierre
- 2004 : Mètres carrés court métrage de science-fiction : le vieil homme
- 2004 : Je veux quelque chose et je ne sais pas quoi court métrage : Julius Speer
- 2004 : Sur la Constitution à donner à la France de Olivier Bardin
- 2004 : Cracking Up de Christian Lara : le docteur
- 2004 : Make My Day : Serge Caster
- 2005 : Sans titre

- 2005 : Les travailleurs de la nuit de Muriel Montini
- 2005 : Étoile violette d'Axelle Ropert : Jean-Jacques
- 2005 : El cantor de Joseph Morder : Clovis Fishermann
- 2006 : Assoud et le mystère de la plage de Joseph Morder
- 2006 : Horezon de Pascale Bodet
- 2006 : L'Opération de la dernière chance (court métrage) : Vladimir Cosmos
- 2006 : Sept minutes de liberté de Boris Lehman
- 2007 : 1, 2, 3, Whiteout science-fiction de James Schneider : le sage
- 2007 : La Question humaine, de Nicolas Klotz : Arie Neumann
- 2007 : Le Corps sublimé de Jérôme de Missolz
- 2007 : Rituels, Carnets filmés de Gérard Courant : lui-même
- 2007 : Médée Miracle de Tonino de Bernardi
- 2007 : Capitaine Achab de Philippe Ramos
- 2008 : La rabbia de Louis Nero
- 2008 : Une belle croisière, de Boris Lehman
- 2009 : Radio City One un cinéconcert de FIASCO (Rodolphe Cobetto-Caravanes/Frédéric Lemaître)
- 2009 : Hou le loup ! (court métrage) : le berger
- 2009 : Distances et Demi-deuil courts métrages
- 2012 : L'Œil de l'astronome de Stan Neumann : le vieil astronome
- 2012 : La Lapidation de Saint Étienne de Pere Vilà Barcelo : Étienne
- 2012 : Night Replay d'Eléonore Weber et Patricia Allio
- 2012 : Cordelia (my Cordelia) de Muriel Montini
- 2013 : La Religieuse de Guillaume Nicloux
- 2014 : Road Games d'Abner Pastoll : Vincent
- 2016 : Les Rues de Pantin de Nicolas Leclère
- 2016 : Le Grand absent (carnets filmés) de Gérard Courant
- 2016 : Visite officielle avec parade des candidats présidentiels Nano Sarko et François Groland au FIFIGROT 2016 (carnets filmés) de Gérard Courant
- 2017 : Dernières Nouvelles du monde (court métrage) de François Prodromidès : le père
- 2018 : I Feel Good de Benoît Delépine et Gustave Kervern : Gregory
- 2019 : Paris est à nous d'Élisabeth Vogler
- 2021 : Je suis une héroïne périphérique de Muriel Montini

### Télévision
- 1970 : La Rivolta dei decabristi (feuilleton) de Marco Leto
- 1980 : La Donna in bianco (feuilleton) de Mario Moroni
- 1984 : Suggestion diabolique
- 1986 : Fraulein de Michael Haneke
- 1987 : Il commissario Corso (feuilleton) de
- 1988 : Gli Angeli del potere de Giorgio Albertazzi
- 1989 : Oceano (feuilleton) de Ruggero Deodato
- 1989 : épisode de Tatort
- 1991 : La Ragnatela de Alessandro Cane (feuilleton)
- 1991 : épisode de Le Gorille
- 1992 : Un Posto freddo in fondo al cuore de Sauro Scavolini
- 1993 : Doris una diva di regime
- 1993 : La Ragnatela 2 (feuilleton)
- 1997 : Les Années lycée : Petites de Noémie Lvovsky : le professeur de géographie
- 1998 : Les Insoumis de Gérard Marx d'après Timm de Coronado de Claude Rank : Noah
- 2007 : épisode de R.I.S Police scientifique
- 2012 : L'Affaire Gordji : Histoire d'une cohabitation de Guillaume Nicloux : Père Delair
- 2015 : Behind the Yellow Door (documentaire) de Lucas Vernier